# Lavandula canariensis
Espèce
Synonymes
- Lavandula abrotanoides Lam.[1]
- Lavandula canariensis subsp. canariensis[1]
- Lavandula elegans Desf.[1]
- Lavandula multifida var. abrotanoides (Lam.) Ball[1]
- Stoechas abrotanoides (Lam.) Rchb.f.[1]

Lavandula canariensis (Canary Island lavender en anglais) est une espèce de plantes à fleurs de la famille des Lamiacées. C'est une plante herbacée originaire des îles Canaries.

## Liste des sous-espèces
Selon World Checklist of Selected Plant Families (WCSP) (19 mai 2019) :
- sous-espèce Lavandula canariensis subsp. canariae Upson & S.Andrews (2004)
- sous-espèce Lavandula canariensis subsp. canariensis
- sous-espèce Lavandula canariensis subsp. fuerteventurae Upson & S.Andrews (2004)
- sous-espèce Lavandula canariensis subsp. gomerensis Upson & S.Andrews (2004)
- sous-espèce Lavandula canariensis subsp. hierrensis Upson & S.Andrews (2004)
- sous-espèce Lavandula canariensis subsp. lancerottensis Upson & S.Andrews (2004)
- sous-espèce Lavandula canariensis subsp. palmensis Upson & S.Andrews (2004)